# カール・ロベルト・ネッセルローデ
カール・ロベルト・ネッセルローデ伯爵（露: Карл Васильевич Нессельроде、独: Graf Karl Robert von Nesselrode, 1780年12月14日 - 1862年3月23日）は、バルト・ドイツ人の貴族で、帝政ロシアの外交官、政治家。外務省長官（外務大臣）、首相を務めた。19世紀ヨーロッパの保守派政治家の代表格であり、神聖同盟締結に寄与した。

## 経歴

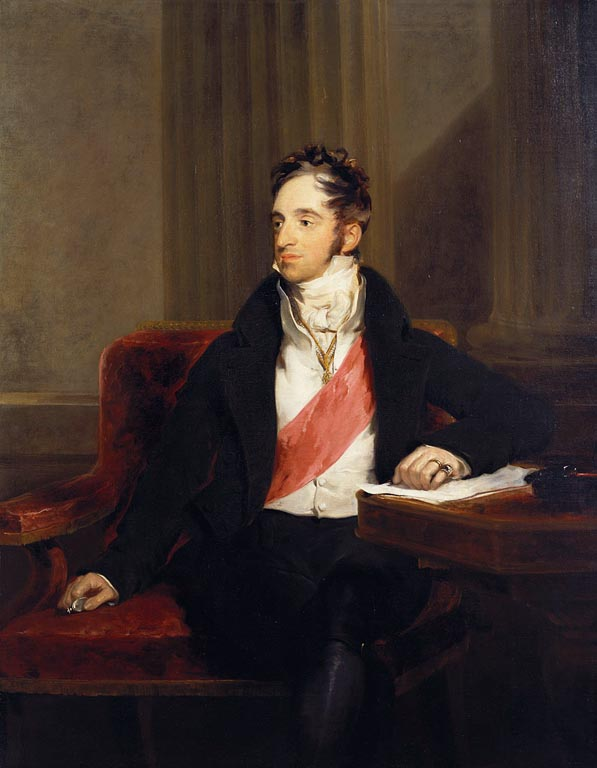
トーマス・ローレンスによる肖像画、1818年。

1780年12月14日、ポルトガルのリスボンに生まれる。父のマクシミリアン・ヴィルヘルム・フランツ・フォン・ネッセルローデも帝政ロシアの外交官であり、リスボンにはロシア大使として赴任していた。ネッセルローデ家はウェストファーレンに起源を持つ家系だったが、後にリヴォニアに定住した。母親がプロテスタントを信仰していたため、イギリス大使館で洗礼を受け、これにより聖公会に所属することとなった。ネッセルローデは、ベルリンのギムナジウムで教育を受けたことと、1787年父が在プロイセンロシア大使に任命され、赴任したことによってドイツ人としての血統を強く意識するようになった。
16歳の時、ロシア海軍に入り、父親の影響力でパーヴェル1世のaide-de-campに任命された。間もなく陸軍に移り、続いてロシア外務省に入省する。在ベルリンロシア大使館勤務を経てデン・ハーグに転任、1806年8月にはナポレオン麾下のフランス軍の情勢を探るために南ドイツに派遣された。その後、外交担当書記官として、ミハイル・フェドトヴィチ・カメンスキー、フリードリヒ・ヴィルヘルム・フォン・ブックスホーヴデン、レオンティイ・レオンティイエビッチ・ベニグセンの司令部に随行した。翌1807年2月のアイラウの戦いに従軍し、ティルジットの和約ではフランスとの交渉の補佐に当たった。直後にパリに派遣されて在フランス大使ピョートル・アレクサンドロヴィチ・トルストイの部下になり、翌年のエアフルト会議ではトルストイに随行して出席した。トルストイが更迭するとパリからサンクトペテルブルクに戻ったが、1810年に再びパリに派遣された。しかし、1811年にロシアとフランスが断交するとパリを発つことになり、サンクトペテルブルクに戻る道中でウィーンに寄ってクレメンス・フォン・メッテルニヒと意見交換をした。1812年3月にヴィルナでアレクサンドル1世の大本営に入り、以降ニコライ・ルミャンツェフが外相だったにもかかわらずネッセルローデが外交政策を主導した。
1813年のライプツィヒの戦いに従軍し、対仏大同盟軍のパリ侵攻に随行して、1814年3月1日のショーモン条約に署名した。ウィーン会議ではロシア全権代表団の首席となるが、交渉のほとんどを皇帝アレクサンドル1世が担った。1816年8月、イオアニス・カポディストリアス伯爵と共同で外相に就任した（カポディストリアスは1822年に解任）。以後40年の長きに渡り、ネッセルローデはロシアの外交政策を指導し、ウィーン体制を維持する観点から神聖同盟を主導した。1825年にアレクサンドル1世が死去してニコライ1世が即位したときも外相に留任した。ニコライ1世の治世ではヒュンキャール・イスケレスィ条約（1833年）とロンドン海峡協定（1841年）の締結に貢献した。また、対オスマン帝国政策では従来のコンスタンティノープル征服を目指す政策から方針転換して、オスマン帝国を弱体化させてロシアに従属させる方針に変更した。1844年から1856年には、帝国宰相を務める。1848年にドイツ、オーストリアで三月革命が勃発し、ハンガリーでコシュート・ラヨシュがオーストリアからの離脱を宣言すると、オーストリアの要請でロシア軍を派遣し、独立運動を弾圧、事態を沈静化させた。バルカン半島及び地中海にロシアの影響力を拡大しようするネッセルローデの試みは、オスマン帝国およびそれを支持するイギリス、フランスとの間に緊張を生み、1853年クリミア戦争が勃発した。英仏両国は、ロシアの勢力拡大を危惧し、ロシアを牽制するためオスマン帝国を支援することを決定した。クリミア戦争は、産業革命で近代化・工業化に成功した英仏両国が、農奴制を残す前近代的なロシアを輸送力や海軍力で圧倒し、劣勢の形で幕を閉じる。戦後、ネッセルローデは、ロシア全権としてパリに赴き、パリ講和条約を締結した。

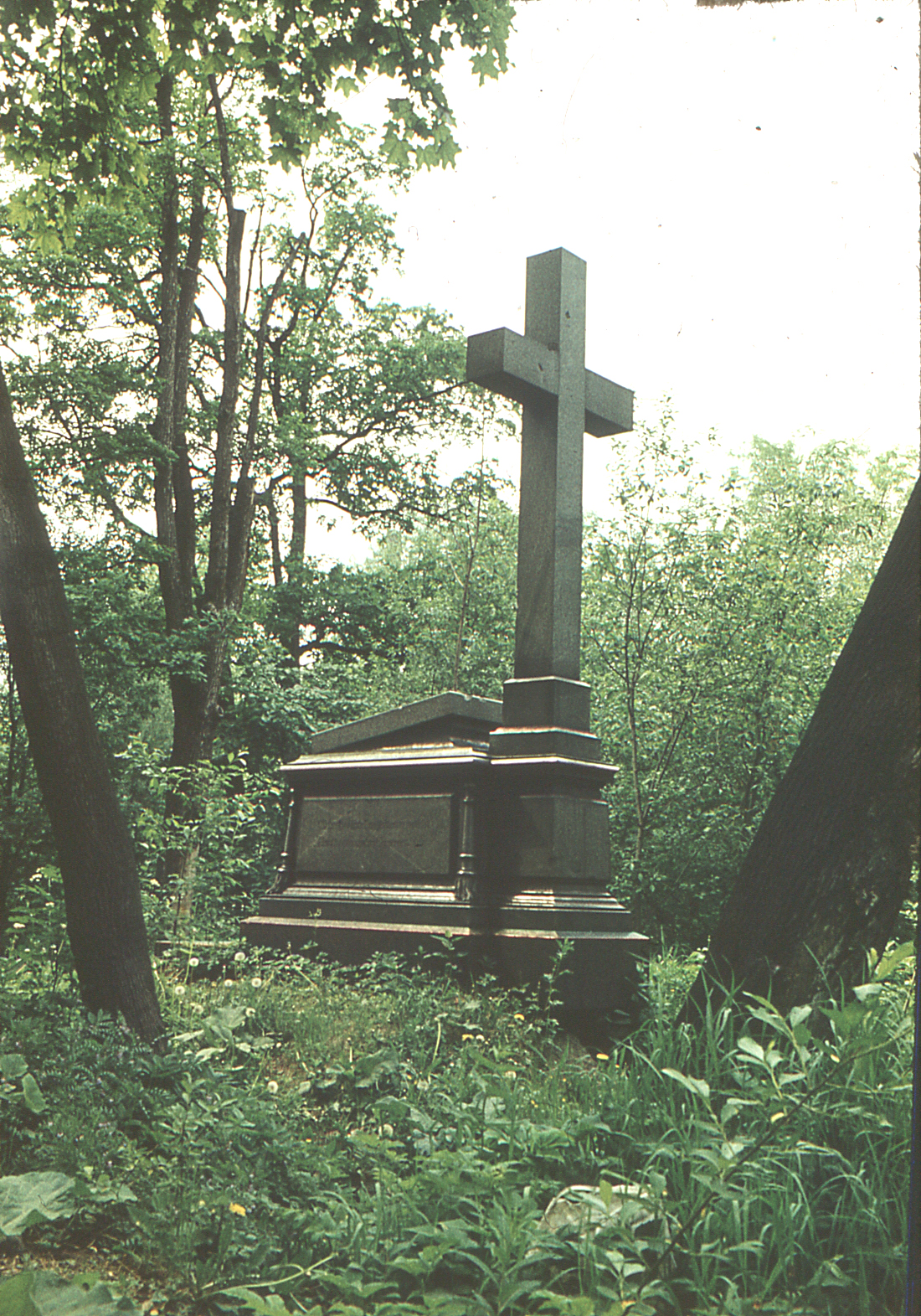
ネッセルローデの墓

1862年3月23日にサンクトペテルブルクで死去した。墓地はサンクトペテルブルクのスモレンスキー・ルーテル派墓地である。死去後の1866年にはネッセルローデの自叙伝が出版されている。

## 極東政策
ネッセルローデは1843年にエフィム・プチャーチンを極東に派遣した。クリミア戦争の頃、アムール川の河口にニコラエフスク・ナ・アムーレの建設を進め、1855年には江戸幕府との間で日露和親条約を結んだ。清国は、アロー戦争に敗れてのち、外満洲一帯を1858年のアイグン条約と1860年の北京条約でロシア帝国に割譲した。